# Tomasz Bobel
Tomasz Bobel est un footballeur polonais, né le 29 décembre 1974 à Wrocław en Pologne. Il évoluait comme gardien de but.

## Palmarès
- Śląsk Wrocław
  - Vainqueur du Championnat de Pologne de D2 en 1994.